# Makàrov
Makàrov (en rus: Макаров) és una ciutat de l'óblast de Sakhalín, a l'Extrem Orient de Rússia, que el 2019 tenia 6.393 habitants. És la seu administrativa del districte homònim.